# Severo-Kuril'skij rajon
Il Severo-Kuril'skij rajon (in russo Северо-Курильский городской округ?) è un rajon dell'Oblast' di Sachalin, nell'Estremo oriente russo. Istituito nel 1946, ha come capoluogo Severo-Kuril'sk, ricopre una superficie di 3 501 km². Il distretto della città ospitava nel 2018 una popolazione di 2 485 abitanti.

## Geografia
Il rajon comprende le isole della parte settentrionale della grande catena delle Curili: Atlasov, Šumšu, Paramušir, Anciferov, Makanruši, Onekotan, Charimkotan, Čirinkotan, Ėkarma, Šiaškotan, Rajkoke, Matua, Rasšua, Ušišir e Ketoj. Lo stretto di Diana (пролив Дианы), che separa a sud l'isola di Ketoi da Simušir, divide il Severo-Kuril'skij rajon dal Kuril'skij rajon.